# La Peraleja
La Peraleja település Spanyolországban, Cuenca tartományban.  Lakosainak száma 75 fő (2024).

## Népesség
A település népessége az utóbbi években az alábbiak szerint változott:
| Lakosok száma | 157  | 139  | 144  | 134  | 142  | 111  | 104  | 97   | 93   | 75   |
|               | 2001 | 2004 | 2006 | 2009 | 2011 | 2014 | 2016 | 2019 | 2021 | 2024 |